# Wilmot (Ontario)
Wilmot to gmina (ang. township) w Kanadzie, w prowincji Ontario, w regionie Waterloo.
Powierzchnia Wilmot to 263,73 km².
Według danych spisu powszechnego z roku 2001 Wilmot liczy 14 866 mieszkańców (56,37 os./km²).